# Sibylle Krause-Burger
Sibylle Krause-Burger (* 1935 in Berlin) ist eine deutsche Journalistin und Autorin.

## Leben
Krause-Burger ist die Tochter von Walter Burger, einem Kaufmann aus Schwaben, und von Edith Wolle, einer Jüdin aus Berlin. Krause-Burger wuchs in Württemberg auf und studierte Politische Wissenschaften bei Theodor Eschenburg in Tübingen. Danach war sie freie Mitarbeiterin bei verschiedenen Rundfunkanstalten und Zeitungen – vor allem der Stuttgarter Zeitung, der Süddeutschen Zeitung, dem Tagesspiegel und dem Manager Magazin. Ihre Schwerpunkte sind Porträts der Mächtigen in Politik und Wirtschaft, politische Reportagen und Hintergrundberichte. Von 1988 an war sie zwölf Jahre lang Redakteurin in der Chefredaktion des SDR/SWR. Von 1997 bis 2021 arbeitete sie als politische Kolumnistin der Stuttgarter Zeitung. Sie ist Mitglied im Kuratorium der Akademie für gesprochenes Wort in Stuttgart.

## Auszeichnungen
- 1978: Theodor-Wolff-Preis[6]
- 1989: Karl-Hermann-Flach-Preis
- 1994: Herbert-Quandt-Medien-Preis[7]
- 1999: Verdienstmedaille des Landes Baden-Württemberg
- 2007: Theodor-Wolff-Preis für das Lebenswerk[3]

## Werke
Ihre bekanntesten Bücher sind:
- 1980: Helmut Schmidt. Aus der Nähe gesehen
- 1984: Wer uns jetzt regiert
- 1989: Die andere Elite
- 1996: Wider den Zeitgeist
- 1997: Joschka Fischer. Der Marsch durch die Illusionen
- 2000: Wie Gerhard Schröder regiert. Beobachtungen im Zentrum der Macht
- 2002: Schau ich auf Deutschland. Nahaufnahmen der Berliner Republik
- 2007: Herr Wolle lässt noch einmal grüßen. Geschichte meiner deutsch-jüdischen Familie
- 2011: Mein Blick auf die Republik[8]